# Бонзултон (Трапани)
Бонзултон је насеље у Италији у округу Трапани, региону Сицилија.
Према процени из 2011. у насељу је живело 11 становника. Насеље се налази на надморској висини од 184 м.